# Буквар Вука Караџића
Буквар Вука Стефановића Караџића или Први српски буквар (како гласи у оригиналу) представља кључно дело којим је означен зачетак описмењавања у тек ослобођеној Србији од вишевековног ропства под Османлијама, на српском језику ћириличним писмом. Објављен је и штампан 1827. године у штампарији у Бечу и у односу на време у којем је настао и тадашњи степен развијености педагошке мисли и наставне праксе, био је први српски штампани буквар на народном језику и реформисаној, српској ћирилици и сам по себи представља неку врсту синтезе, први пут остварених настојања писаца претходних деценија на челу са великим реформатором српске ћирилице Савом Мркаљем.

## Историјат
Током свог књижевног рада Вук је констатовао како Срби немају на српском језику не само никаквих школских књига, него ни Буквар, из кога би деца почињала учити српски, читати и писати. Након ових сазнања и бројних контаката са Копитарем, на ту тему, за време борава у Лајпцигу, са којим се дописивао и саветовао, и који му је у једном писму (1823). одговарио: „да би то за отаџбину врло добро било, написати Буквар” и питао га да ли је он о томе довољно размишљао и упоређивао, „и да би на једном табаку требало дати најбоље и најпотребније”?
То је између осталог утицало на Вукову одлуку да крене у израду Бувара у Бечу, заједно са Копитарем. Кад се вратио из Лајпцига, Вук је написао Буквар, и почетком 1826 године предао га цензури, која га је одобрила, али због привилегија Будимске штампарије Буквар није могао те године изићи. Зато је Вук прво објавио „Оглед српскога буквара” у свом забавнику Даници за 1827. годину, а затим Буквар као посебну књигу.
Међутим као што је био забрањен Караџићев нови правопис, тако је и коришћење овог буквара у Србији било једно време забрањено због језичких новина, које је увео. У првој половини 19. веку, пре званичног усвојења Вукове књижевнојезичке и правописне реформе 1868. године протекле су многе деценије. У тим деценијама штампани су буквари прилагођени захтевима тадашњих друштвено-историјских и културно-историјских прилика на језику славе. Тако уместо Вуковог међу букварима који су штампани у Кнежевини Србији треба истаћи „Брзоуки буквар” професора београдског Лицеја Исидора Стојановића из 1846. године.
И док Срби у Кнежевини Србији нису користили Вуков Бувар, у Црној Гори он је коришћен све до 1836. године, када је, на иницијативу Петра II Петровића Његоша, у Митрополитској књигопечатњи на Цетињу штампан буквар Димитрија Милаковића.

## Значај дела Саве Мркаља за Вукову азбучну револуцију
Међу, првим реформатором сматра се Сава Мркаљ, који је 1810. године у Будиму објавио своју реформу ћирилице у делу Сало дебелога јер либо азбукопотрес. Главна одлика Мркаљеве реформе се „не одликује увођењем нових слова, већ искључивањем сувишних и мењањем (одузимањем и додавањем) функција појединих већ постојећих графија или група графија“. Мркаљева реформа, међутим, има значај за Вукову азбучну револуцију. Наиме Вук Стефановић Караџић је на темељу Мркаљеве реформе спровео реформу шест слова српске ћирилице (ћ, ђ, њ, љ, ј, џ), али је пре тога у својој Писменици (Беч 1814) први високо оценио Мркаљеву реформу.
Вук Караџић је овим уџбеником утемељио говорну методу у обради слова и почетном читању код Срба. Примењујући основне поступке гласовне методе, он је у Буквару разрадио редослед обраде слова према критеријуму „лакоћа изговора” и технику читања према захтевима слоговне методе. Тиме је његова педагошке идеје значајно утицале на даљи ток развоја наставне праксе и педагошке мисли у хуманистичко-просветитељском покрету код Срба.